# Hanbō
Hanbō (em japonês:  半棒; lit. meio bastão) é um bastão de madeira que possui 90 centímetros de comprimento. É uma arma utilizada tradicionalmente em artes marciais japonesas.
O hanbō é usado como arma pelos praticantes de ninjutsu. É uma das primeiras armas que os alunos de ninjutsu aprendem a manejar. As técnicas com hanbō variam desde torções até pancadas com a arma.